# Toneatelep
Toneatelep románul: Tonea, falu Romániában, Erdélyben, Fehér megyében.

## Fekvése
Lomány mellett fekvő település.

## Története
Toneatelep korábban Lomány része volt, 1910-ben 508 lakossal. 1956 körül vált külön, ekkor 526 lakosa volt.
1966-ban 468, 1977-ben 408, 1992-ben 317, 2002-ben pedig 294 román lakosa volt.